# Vikingelandsbyen
Vikingelandsbyen er et historisk værksted og frilandsmuseum i Albertslund Kommune ved Risby i den nordlige del af kommunen. Vikingelandsbyen blev oprettet i 1992. I landsbyen findes bl.a. tre små grubehuse og et stuehus. I 2011 blev der indviet en stald.
Vikingelandsbyen formidler primært til Albertslund Kommunens skoler og institutioner, men også udenbys børn og voksne er velkomne. På stedet bliver eleverne iklædt vikingetidens dragter og får opgaver som madlavning og brændehugning som i vikingetiden.
I november 2016 gav Nordea-fonden 10,9 mio. kr. til et projekt med et 700 m langt vej- og broforløb i stil med Ravningbroen, der skal gå over Store Vejleådalen og forbinde Vikingelandsbyen med Kroppedal Museum. Håbet var, at det kan tiltrække omkring 200.000 besøgende over tre år. Planen omfatter også, at omkring 10.000 skolebørn skal være med til at bygge projektet.